# Manuela Repetti
Manuela Repetti (Novi Ligure, 17 dicembre 1966) è una politica e imprenditrice italiana.

## Biografia
Appartenente a una famiglia di imprenditori edili ed immobiliari, è laureata in lingue e letterature straniere. Dal 2009 convive con Sandro Bondi.

### Elezione a deputata (2008)
Già consigliere comunale di Forza Italia a Novi Ligure dal 2004 al 2008, viene eletta per la prima volta in parlamento, alla Camera dei deputati, alle elezioni politiche del 2008, per il Popolo della Libertà nella circoscrizione Piemonte 1 (XVI Legislatura).

### Elezione a senatrice (2013)
Alle elezioni politiche del 2013 è eletta al Senato della Repubblica nelle liste del Popolo della Libertà nella circoscrizione Piemonte (contemporaneamente anche il compagno Sandro Bondi viene eletto senatore nella circoscrizione Lombardia).
Il 16 novembre 2013, con la sospensione delle attività del Popolo della Libertà, aderisce a Forza Italia.

### L'addio a Silvio Berlusconi
Il 3 marzo 2015, con una lettera al direttore del Corriere della Sera Ferruccio de Bortoli, annuncia l'intenzione di fuoriuscire dal gruppo parlamentare di Forza Italia al Senato per aderire al Gruppo misto, tuttavia, dopo il colloquio privato ad Arcore con Silvio Berlusconi, la Repetti sceglie di "congelare" le sue dimissioni, ma il 31 marzo torna sui suoi passi e insieme al collega e compagno Sandro Bondi lascia il partito e aderisce al gruppo misto.
Il 15 aprile, in occasione delle votazioni sul decreto antiterrorismo, entrambi votano la fiducia al Governo Renzi, sancendo quindi la rottura definitiva con Forza Italia, passando al Gruppo misto.
Il 18 settembre 2015 forma insieme a Bondi la componente del Gruppo misto "Insieme per l'Italia", a cui aderiscono entrambi, ma solo poco più di tre mesi dopo, il 22 dicembre 2015, i due abbandonano il Gruppo misto e aderiscono come indipendenti al gruppo parlamentare Alleanza Liberalpopolare-Autonomie, costituito da Denis Verdini e da altri fuoriusciti da Forza Italia per sostenere il governo Renzi.
Il 21 gennaio 2016 diventa Segretaria della 1ª Commissione Affari Costituzionali del Senato (in rappresentanza del gruppo ALA).
Il 20 aprile 2016, sempre unitamente a Bondi, abbandona il gruppo ALA e ritorna nel Gruppo misto, dove ricostituisce la componente "Insieme per l'Italia", all'interno della quale rimane sino alla fine della legislatura.
Terminata la legislatura, lascia la politica e torna a dedicarsi all'attività imprenditoriale. Dal 2017 al 2022 ha curato un blog su Huffington Post.

### Ritorno in politica
Nel dicembre 2021 aderisce al Partito Democratico, mentre nel 2025 passa a Fratelli d'Italia.